# Quebrada Morales
La quebrada Morales es un curso natural de agua que se forma de los deshielos del cerro El Morado en las serranías del Cajón del Maipo, Región Metropolitana de Santiago, Chile y fluye hasta desfogar en el río El Volcán.

## Trayecto
Nace de los deshielos del cerro El Morado hasta desembocar en el río el Volcán (Maipo), dónde se encuentra ubicada la localidad de Baños Morales.

## Caudal y régimen
Es un río de alimentación glacial.: 333 

## Historia
Luis Risopatrón lo desescribió en 1924 en su obra Diccionario jeográfico de Chile sobre el río:: 85 
Morales (Quebrada de). Presenta una fuente termal corre hacia el S i desemboca en la parte media de la de El Volcan, aguas abajo de la desembocadura de la de Valdes.

## Población, economía y ecología
En su trayecto se encuentran las Termas de Baños Morales